# Samba leko
Le samba leko (ou chamba leko, samba) est une langue de l'Adamaoua parlée au Cameroun dans la région du Nord, le département du Faro entre Tchamba et la rivière Mayo Louti, à l'ouest de Poli, également au sud de l'arrondissement de Beka, le long de la frontière avec le Nigeria.
Elle est différente du samba daka, une autre langue parlée par les Chambas.